# Hexeneinmaleins
Das Hexeneinmaleins (im Original Hexen-Einmal-Eins, in späteren Ausgaben Hexen-Einmaleins) ist in diesem Wortlaut ein Auszug aus Johann Wolfgang von Goethes Faust I in der Szene Hexenküche. Die Szene der Hexenküche und damit auch das Hexeneinmaleins sind erstmals in der Ausgabe Faust, Ein Fragment (gedruckt 1790) vorhanden. Im Urfaust fehlt die Szene noch. Dort ist durch den Handlungsablauf noch keine Verjüngung von Faust erforderlich.

## Text des Hexeneinmaleins
Mephisto führt Faust in eine Hexenküche, um dort einen Verjüngungstrank für Faust brauen zu lassen. Unter allerlei Spektakel deklamiert die Hexe aus einem dicken Buch folgenden Zauberspruch:
   „Du musst verstehn!

   Aus Eins mach’ Zehn,

   Und Zwei lass gehn,

   Und Drei mach’ gleich,

   So bist Du reich.

   Verlier’ die Vier!

   Aus Fünf und Sechs,

   So sagt die Hex’,

   Mach’ Sieben und Acht,

   So ist’s vollbracht:

   Und Neun ist Eins,

   Und Zehn ist keins.

   Das ist das Hexen-Einmal-Eins!“
(Vers 2540 bis 2552)
Faust sagt zu den für ihn seltsam klingenden Worten: „Mich dünkt, die Alte spricht im Fieber.“ (Vers 2553)
Es folgt eine erläuternde Rede Mephistos, die an Faust gerichtet ist:
   „Das ist noch lange nicht vorüber,

   Ich kenn’ es wohl, so klingt das ganze Buch;

   Ich habe manche Zeit damit verloren,

   Denn ein vollkommner Widerspruch

   Bleibt gleich geheimnisvoll für Kluge wie für Toren.

   Mein Freund, die Kunst ist alt und neu.

   Es war die Art zu allen Zeiten,

   Durch Drei und Eins, und Eins und Drei

   Irrtum statt Wahrheit zu verbreiten.

   So schwätzt und lehrt man ungestört;

   Wer will sich mit den Narr’n befassen?

   Gewöhnlich glaubt der Mensch, wenn er nur Worte hört,

   Es müsse sich dabei doch auch was denken lassen.“
(Vers 2554 bis 2566)

## Goethe über das Hexeneinmaleins
Johann Peter Eckermann berichtet über ein Gespräch mit Goethe, worin es um das Buch Das Wesen der antiken Tragödie in ästhetischen Vorlesungen von Hermann Friedrich Wilhelm Hinrichs ging. Dabei äußerte sich Goethe auch kurz über das Hexeneinmaleins:

„Hiebei, sagte Goethe, mußte er [= Hinrichs] sich freilich scharf an der Sache halten. Es giebt aber in seinem Buche nicht wenige Stellen, bei denen der Gedanke nicht rückt und fortschreitet und wobei sich die dunkele Sprache immer auf demselbigen Fleck und immer in demselbigen Kreise bewegt, völlig so, wie das Einmaleins der Hexe in meinem Faust.“

An seinen Freund Carl Friedrich Zelter schreibt Goethe am 4. Dezember 1827:

„Eben so quälen sie [die schlichten Leser] sich und mich mit den Weissagungen des Bakis, früher mit dem Hexen-Einmaleins und so manchem anderen Unsinn, den man dem schlichten Menschenverstande anzueignen gedenkt. Suchten sie doch die physisch-sittlich-ästhetischen Räthsel, die in meinen Werken mit freygebigen Händen ausgestreut sind, sich anzueignen und sich in ihren Lebensräthseln dadurch aufzuklären! Doch viele thun es ja, und wir wollen nicht zürnen daß es nicht immer und überall geschieht.“

Heinrich Luden zitiert aus einem Gespräch mit Goethe zu Faust und über den Vergleich zwischen geschichtlicher und mathematischer Wahrheit:

„Also hat ein jeder seine eigene Wahrheit. Die mathematische Wahrheit aber ist für Alle dieselbe.“

## Goethes Wissen über magische Quadrate
In Goethes Tagebüchern ist sein genaues Studium der Werke des Universalgelehrten Athanasius Kircher vermerkt. Dessen Werk Arithmologia enthält einen umfangreichen Abschnitt zur Konstruktion magischer Quadrate. In den Tagebüchern wird allerdings explizit nur auf die Farbenlehre und den Vulkanismus Bezug genommen. Goethe lobt Kircher mit den Worten: „soviel ist gewiss: die Naturwissenschaft kommt uns durch ihn fröhlicher und heiterer entgegen, als bei keinem seiner Vorgänger.“

## Goethe zur Zahlenmystik
In einem Brief an Carl Friedrich Zelter vom 12. Dezember 1812 stellt Goethe seine Haltung zur Zahlenmystik dar:

„... zweytens kann niemand zahlenscheuer sein als ich, und ich habe von jeher alle Zahlensymbolik, von der Pythagoräischen an bis auf die letzten Mathematico-Mystiker, als etwas Gestaltloses und Untröstliches gemieden und geflohen.“

## Interpretationen
Das Hexeneinmaleins gehört für Heinrich Detering „zu den großen Rätseln der klassischen deutschen Dichtung“. Vertreter der unterschiedlichsten Fachrichtungen – „vom Zahlenmystiker bis zum Theosophen“ – haben sich bis in die Gegenwart mit der Frage nach dem Sinn hinter den Worten beschäftigt. Für Detering selbst entfalten die Zeilen ein „Verwirrspiel zwischen Tiefsinn und Nonsens, Parodie und Paradoxon“, eine „Ästhetik des Grotesken, die allem Verlangen nach ‚Klassizik‘ den Boden entzieht.“
Laut Theodor Schauffler ist „Goethe […] der geborene Rätseldichter. […] Ganze Gruppen seiner Dichtungen sind Rätsel: die Xenien, die Blocksbergverse, das Jahrmarktsfest und das Neueste von Plundersweilern, die Hexenküche, die Weissagungen des Bakis, viele Verse der Zahmen Xenien und in ‚Epigrammatisch‘ sind Rätsel.“
Häufig wird das Hexeneinmaleins auch mathematisch in Bezug auf magische Quadrate gedeutet, insbesondere das magische Quadrat 3 mal 3 mit der magischen Zahl 15.
| 4 | 9 | 2 |
| 3 | 5 | 7 |
| 8 | 1 | 6 |
In einer weiteren Deutungsstufe werden ihm die Eigenschaften des Saturn zugeordnet.
Es existiert auch eine Deutung als semimagisches Quadrat, die auf den Mathematiker Helmut Kracke (1900–1986) zurückgeht.
| 10 | 2 | 3 |
| 0  | 7 | 8 |
| 5  | 6 | 4 |
Im Lehrbuch Lineare Algebra von Gerd Fischer wird das Hexeneinmaleins mit der Modulo-Rechnung in Verbindung gebracht.
Ein weiterer mathematischer Deutungsversuch ist im Goethe Jahrbuch 2011 zu finden. Die Verfasser meinen ein pascalsches Dreieck im Hexeneinmaleins zu erkennen. Zur Diskussion schreiben sie: „Gestaltendes Denken gründet immer – einst und jetzt – auf Wissensprämissen. In der heutigen Zeit sind diese Prämissen im Wesentlichen wissenschaftliche, oft mathematisch formulierte Erkenntnisse und Ergebnisse. In früherer Zeit hingegen fehlte diese Art Grundlage: Zahlen-Symbolik, jedoch noch nicht Zahlen-Rechnung, dominierte. ... Goethe stand zeitlich zwischen beiden Phasen und er war ein profunder Kenner der Zahlen-Symbolik.“
Über den Bezug zum mathematischen Quadrat hinaus sieht Jochen Schmidt in den Zeremonien der Hexe eine Parodie auf medizinische Rituale (vgl. Vers 2538/39):
   „Sie muß als Arzt ein Hokuspokus machen,

   Damit der Saft dir wohl gedeihen kann.“
Vor allem aber persiflierten sie den katholischen Messritus und seien damit ein satirischer Angriff auf Kirche und Theologie. Mephisto ironisiert die Trinitätslehre der Kirche (Vers 2560 bis 2562):
   „Es war die Art zu allen Zeiten,

   Durch Drei und Eins, und Eins und Drei

   Irrtum statt Wahrheit zu verbreiten.“
Und auch die folgenden Worte der Hexe postulieren das Credo, quia absurdum est, den Glauben an das Irrationale (Vers 2567 bis 2572):
   „Die hohe Kraft

   Der Wissenschaft,

   Der ganzen Welt verborgen!

   Und wer nicht denkt,

   Dem wird sie geschenkt,

   Er hat sie ohne Sorgen.“
So ist es für Schmidt kein Zufall, dass sich in der Szene in der Hexenküche gleichzeitig Sinnlichkeit (Fausts Bezauberung durch das Weib) und Irrationalität vereinen. Sie stehen für die Ablehnung von Wissenschaft und Vernunft, der sich Faust aus Überdruss verschreibt.
Rudolf Volz schreibt im Booklet zur DVD der Rockoper Faust,  dass im Hexeneinmaleins die Zahlenmystik des Pythagoras enthalten ist:
   „Aus Eins mach’ Zehn, (Bringe das unteilbare, isolierte Eine (Eins) in die Vollkommenheit (Zehn).)

   Und Zwei lass gehn, (Schätze nicht die Zwei, den dialektischen Gegenpart zur Eins.)

   Und Drei mach’ gleich, (Bilde die Synthese aus dem Einen und dem Gegenpart (Trinität, Dreieinigkeit),)

   So bist Du reich. (womit eine höhere Intention entsteht.)

   Verlier’ die Vier! (Lass dich nicht von weltlichen Dingen (Vier) leiten.)

   Aus Fünf und Sechs, (Aus Erotik (Fünf) und Harmonie (Sechs))

   So sagt die Hex’,

   Mach’ Sieben und Acht, (entsteht kosmische Integration (Sieben) und Gerechtigkeit (Acht).)

   So ist’s vollbracht: (Damit ist der Prozess abgeschlossen,)

   Und Neun ist Eins, (woraus eine neue Einheit (Neun) entsteht. Diese muss als „neue Eins“ den Prozess durchlaufen.)

   Und Zehn ist keins.“ (Die Zehn ist keine elementare, symbolische Zahl, gilt für die Vollkommenheit bzw. kosmische Harmonie.)
Die Poetisierung der Zahlensymbolik von Pythagoras ist kein Widerspruch zur ablehnenden Haltung Goethes gegenüber der Zahlenmystik, denn gleich im Anschluss sagt Faust „Mich dünkt, die Alte spricht im Fieber“, worauf Mephisto antwortet „Es war die Art zu allen Zeiten, ... Irrtum statt Wahrheit zu verbreiten“. Aus dem abschließenden Satz „Gewöhnlich glaubt der Mensch, wenn er nur Worte hört, / Es müsse sich dabei doch auch was denken lassen.“ geht klar hervor, dass für Goethe dies verbales Blendwerk ohne tieferen Inhalt war.
Ulrich Gaier zieht eine Parallele zur Eröffnungsszene von Shakespeares Tragödie Macbeth, in der drei Hexen ihr Zusammentreffen verabreden. Wie in Goethes Hexeneinmaleins kommt es dort zu einer „gewaltsamen Umwertung der Werte“: „Fair is foul, and foul is fair.“ (Macbeth I, 1, 12)
Wilhelm Resenhöfft sieht in seiner soziologischen Deutung des Hexeneinmaleinses einen Hinweis der Hexe an den Sinn suchenden Faust darauf, dass der einzige Sinn im Leben in der Fortpflanzung und Schaffung von Nachwuchs bestehe: Demnach ist das Hexeneinmaleins nichts anderes als ein Stammbaum, der sich ab der ersten Fortpflanzung über vier Generationen und somit ein ganzes Menschalter (hier ca. 100 Jahre) erstreckt. „Das Schema enthält […] jeweils einen Sohn und dessen Gattin und gibt ihnen Namen nach der Folge der natürlichen Zahlen.“
„Aus (Dir, der) Eins mach‘ Zehn, (vermehre Dich,)

Und (die Frau) Zwei lass (zugrunde) gehen,

Und (das Kind) Drei mach‘ (Dir) gleich (als Sohn),

So bist Du reich (im vitalen Sinn).

Verlier‘ die (Frau) Vier (deines Sohnes)!

Aus (dem Enkel) Fünf und (dessen Frau) Sechs,

So sagt die Hex‘,

Mach‘ (den Urenkel) Sieben und (dessen Frau) Acht (durch Verheiratung),

So ist’s (dein Leben) (recht) vollbracht!

Und (der Ur-Urenkel) Neun ist (wieder ein Mann) Eins,

Und (dessen Frau) Zehn ist (wieder) keins.

Das ist das Hexen-Einmal-Eins (des Lebens)!“
Der Urvater (Eins) stirbt hier etwa im Alter von 100 Jahren „in dem Bewusstsein, die Aufgabe des Lebens erfüllt zu haben.“ Eine Bestätigung seiner Deutung sieht Resenhöfft in den Worten Mephistos, die dieser an das Hexeneinmaleins anschließt: Das ist noch lange nicht vorüber / Ich kenn’ es wohl, so klingt das ganze Buch. (2554f.) Damit sei das „Buch des Lebens“ gemeint, das den Fortpflanzungsreigen der ganzen Menschheit enthält, der eben noch lange nicht vorbei sei. Deutlich wird auch die „unsentimentale“ Sicht der Hexe auf die Rolle der Frauen, die „sich verbrauchen im Dienste des Gebärens“. Das kennzeichnend Hexenhafte des „Ein-mahl-eins“ bestehe „in einem ausgesprochen geist- und persönlichkeitsfeindlichen Naturalismus. Dessen Inhumanität äußert sich nicht nur in der Abwertung des Weiblichen, sondern auch das Männliche erhebt sich im Grunde nicht über ein bloßes Nummerndasein; alles versinkt im Unpersönlichen.“ Damit korrespondiert das Hexeneinmaleins antithetisch mit der Schlussaussage des Faust (II): „Das ewig Weibliche zieht uns hinan“.
Für Gero von Wilpert ist das Hexeneinmaleins eine „kauderwelsche Unsinnsdichtung“ und Satire auf Hokuspokus und Abrakadabra, mit der Goethe die typisch deutsche Sehnsucht in die Irre führe, noch in jedem Unsinn eine Bedeutung zu erkennen (so interpretiert er den Brief an Zelter). Es handle sich also um einen „Goethevers, über den man sich ungestraft amüsieren darf, ohne ihn zu verstehen: glänzender Nonsens.“

## Rezeption
Goethes Hexeneinmaleins wurde von zahlreichen anderen Künstlern aufgegriffen und in ihren Werken zitiert. So verarbeitete Oskar Loerke 1936 in einem gleichnamigen Gedicht seine innere Emigration während der Zeit des Nationalsozialismus. Er beschreibt einen Menschen, der von Hexen unter Folter zu ihrer Irrlehre gezwungen wird und am Ende Trost im Vergessen sucht. In der Kinderoper Hänsel und Gretel von Engelbert Humperdinck zitierte die Librettistin Adelheid Wette Passagen des Hexeneinmaleins in einem Reiterlied, das von einer auf einem Besen reitenden Hexe gesungen wird. Auch Konstantin Wecker zitierte das Hexeneinmaleins in seinem gleichnamigen politischen Lied von 1978, in dem er den Bogen von der Hexenverfolgung zu jeder Art von Verfolgung von Randgruppen und Andersdenkender schlägt. In dem Song Witches' Multiplication Table von 1981 rezitiert der Musiker Holger Czukay das Hexeneinmaleins auf Englisch.

## Vertonungen
Es existiert ein bekannter Kanon des Gedichts, dessen Melodie von Joseph Haydn geschrieben wurde: